# Ang Kiukok
Ang Kiukok (Davao City, 1 maart 1931 – Quezon City, 9 mei 2005) was een Filipijns kunstschilder. Hij werd in 2001 benoemd tot nationaal kunstenaar van de Filipijnen.

## Biografie
Ang Kiukok werd geboren op 1 maart 1931 in Davao City. Hij was de enige zoon uit een gezin van zes van Vicente Ang en Chin Lim. Zijn ouders waren van Chinese afkomst en emigreerden voor zijn geboorte vanuit Xiamen naar de Filipijnen. Ang Kiukok studeerde schone kunsten aan de University of Santo Tomas. Een van zijn docenten daar was Vicente Manansala. Al tijdens zijn studie maakte hij naam middels een derde prijs in Shell National Students Art Competition voor Calase, een werk uit 1953. In 1954, het jaar van zijn afstuderen, organiseerde Kiukok zijn eerste "one-man"-tentoonstelling. Nadien won meer onderscheidingen met zijn werk. Zo werd hij door de Art Association of the Philippines onderscheiden voor Still Life (uit 1951), The Bird (1959), Stil Life in Red (1963), Fish (1963) en Geometric Still-Life Fish (1963).
Met zijn unieke schilderstijl, een mix van kubisme, surrealisme en expressionisme, verwierf hij in de jaren 60 landelijke bekendheid. Zijn werk werd wel omschreven als figuratief expressionistisch. Hij schilderde vaak lelijke of mondaine zaken, zoals hanengevechten, zwerfhonden en gekwelde geliefden en zijn werk straalde met name in de jaren dat de Filipijnen door Ferdinand Marcos onder staat van beleg waren geplaatst, veel boosheid uit. Hij was hierdoor in deze fase van zijn carrière niet bijzonder populair bij de massa. Vanaf de jaren 80 veranderde dit toen zijn werk toegankelijker werd. In het laatste deel van zijn leven werd zijn werk ook internationaal bekend en volgden tentoonstellingen in Japan, Taiwan, Singapore, Nederland, Canada en de Verenigde Staten.
In de periode vlak voor zijn overlijden was Ang Kiukok, samen met Fernando Amorsolo de meest populaire Filipijnse kunstenaar op kunstveilingen. Bekende werken van zijn hand zijn onder meer Pieta (1962), Geometric Landscape (1969) en Seated Figure (1979). In 2001 werd Ang Kiukok benoemd tot nationaal kunstenaar van de Filipijnen. Vier jaar later overleed hij in St Luke's Medical Center aan de gevolgen van prostaatkanker. Ang Kiukok was getrouwd met Mary de Jesus en kreeg met haar vier kinderen. Hij werd begraven op het Libingan ng mga Bayani. Zijn werk is te zien in diverse kunstcollecties, zoals die van het Cultural Center of the Philippines, het National Historical Museum in Taiwan en het National Museum of Singapore.